# Chiesa dei Santi Gervasio e Protasio (Belluno)
La chiesa dei Santi Gervasio e Protasio è una chiesa cattolica di Belluno. Venne costruita, assieme al suo convento, a partire dal 1210 e in seguito sostanzialmente rimaneggiata, soprattutto negli ambienti adiacenti.

## Storia
A parte alcuni elementi minori, la chiesa risulta inalterata rispetto alla sua fondazione nel 1210 circa e la sua storia è strettamente legata a quella del monastero e del monachesimo cistercense più che il viceversa.

## Descrizione
La chiesa non presenta decorazioni particolari né all'esterno né all'interno, secondo il gusto cistercense, il quale escludeva la creazione di elementi decorativi che distraessero il fedele dalla preghiera, come decorazioni ingombranti o vetrate colorate.
Mentre da fuori appare di discrete dimensioni, una volta entrati, l'ambiente riservato alla preghiera risulta piccolo a causa della struttura interna molto particolare: la fabbrica è infatti divisa circa a metà da un muro che divide la zona dedicata alla preghiera dei fedeli da quella dedicata alle monache di clausura. Ancora oggi la zona dedicata ai fedeli risulta di libero accesso per il culto mentre la parte dedicata alle monache è accessibile soltanto da parte del personale religioso o con permessi particolari.
Un tempo i due ambienti erano messi in comunicazione da una sacrestia nel fabbricato esterno, posto di fianco alla parete ovest, sotto la grande finestra ad arco ribassato, oggi invece comunicano direttamente tramite due porte poste ai lati dell'altare maggiore. Della sacrestia sopravvive oggi solo il portone che dava sull'aula destinata ai fedeli, diventata entrata laterale del fabbricato dopo i lavori del XX secolo.
La facciata principale è ad ovest ed è molto semplice. Non sono presenti elementi decorativi particolari se non un semplice motivo geometrico sulla cornice in pietra della porta. L'ingresso è poi sovrastato da una finestra e un oculo che permettono alla luce di illuminare l'aula. Internamente, sia la parte dei fedeli che delle monache sono a navata unica.
L'illuminazione dell'aula destinata al culto dei fedeli proviene principalmente da quattro finestre rettangolari ed una ad arco ribassato poste sulla parete meridionale mentre, per l'aula destinata alle monache, l'illuminazione proviene da tre finestre rettangolari, sempre poste sulla facciata meridionale. Internamente tutte le finestre sono decorate ed abbellite da stucchi.

## Opere

### Parete est

#### Altare maggiore
L'apparato decorativo dell'altare maggiore e la sua pala risalgono entrambi al 1764. L'apparato scultoreo, costruito in breccia rossa, verde e pietra d'Istria, è collocato sulla parete est. Al di sopra del piano dell'altare è presente un portale decorativo composto da due colonne corinzie che reggono un timpano curvilineo sormontato da un putto e due angeli in pietra d'Istria. Un altro putto, fatto dello stesso materiale, è collocato al centro del timpano. Al centro della struttura è inserita la pala di Gaspare Diziani  raffigurante l'Assunta tra i Santi Gervasio, Protasio e Carlo Borromeo, realizzata con tecnica ad olio.

#### Altre opere
Di fianco all'altare sono collocate due opere contenute all'interno di cornici mistilinee realizzate in stucco che rappresentano San Benedetto da Norcia (a sinistra dell'altare) e San Bernardo da Chiaravalle (a destra). Sono entrambe realizzate con la tecnica dell'olio su tela. Il San Benedetto, dopo un'iniziale attribuzione ad Antonio Lazzarini, venne poi correttamente assegnato al Diziani. Il San Bernardo è invece stato realizzato dal pittore bellunese Paolo De Filippi. 

### Parete nord

#### Altare laterale
L'altare laterale è stato realizzato all'interno di un'arcata cieca posta a metà della parete nord. Le dimensioni, come la fattura, sono modeste. La composizione è un portale formato da due lesene marmoree sormontate da capitelli ionici. All'interno della struttura sono contenute piccole aggiunte in marmo rosso e bianco che vanno ad impreziosire la composizione. Al centro è posto un olio su tela raffigurante l'Annunciazione la cui paternità non è certa ma tradizionalmente attribuita al pittore bellunese Francesco Agosti. Tela e composizione risalgono al XIX secolo. 

#### Altre opere
Di fianco all'altare sono collocate altre due opere contenute all'interno di cornici mistilinee. Si tratta di due dipinti ad olio entrambi attribuiti ad Antonio Lazzarini e raffigurano l'Andata al Calvario (a destra) e l'Incoronazione di spine (a sinistra), entrambi temi che fanno parte del tema della passione di Cristo. L'anno di realizzazione delle due tele è il 1720 circa.

### Soffitto
Al centro del soffitto è posto un grande affresco realizzato da Giovanni De Min, pittore bellunese che operò a cavallo fra fine Settecento e inizio Ottocento. La data di realizzazione è il 1855 e il soggetto è l'Assunzione della Vergine. I contorni dell'opera sono abbelliti da motivi floreali in stucco e si distingue dalle altre opere presenti nella chiesa per i colori brillanti (blu, giallo e verde) che il De Min usa nella sua produzione.

## L'ex convento

### Le origini
Importante quanto la chiesa è l'ex convento, attiguo alla struttura. L'edificio si trova all'interno di un quartiere residenziale di Belluno, in una zona pianeggiante, anticamente occupata da torbiere e boschi. Vista la mitezza del clima venne presto occupato da piccole fattorie e la chiesa. Poco distante, nel Settecento, sarà anche costruita Villa Belvedere, residenza del vescovo Bembo, struttura di notevole pregio fra le ville venete bellunesi.
Il monastero, fondato nel 1212, nacque per volontà del vescovo Filippo (1209-1225) per dare sede ai monaci dell'ordine benedettino. Per la presenza iniziale di sia monaci che monache appartenenti all'ordine, vennero costruiti due chiostri separati, pratica diffusa ma di breve durata in quanto vista come pericolosa per l'integrità morale degli occupanti. I monaci lo lasciarono alle proprie colleghe e nel 1298, per bolla papale, divenne ufficialmente un convento femminile di clausura. Per lungo tempo fu l'unico convento femminile presente in città e ospitava molte figlie della nobiltà cittadina che la finanziava grandemente assieme al vescovado di Belluno.

### Età moderna
A seguito del Concilio di Trento alcune mansioni e responsabilità del vescovado cambiarono e l'amministrazione e il controllo della moralità all'interno del convento vennero affidate agli abati commendatari di Santa Maria di Follina che erano però distanti. Allo stesso tempo alcuni sacramenti potevano essere celebrati soltanto dal vescovo, cosa che creò scontri e malumori fra le monache. La soluzione fu la creazione di un nuovo convento femminile con nuove regole e controlli differenti: il convento di Santa Maria di Loreto, occupato dalle monache Clarisse.
Con il governo di Napoleone, nel 1810, vennero soppresse molte istituzioni religiose, fra cui l'ordine delle Benedettine di San Gervasio. Quando Francesco I tornò in città nel 1816 lo restituì alle monache e impose la costruzione di un educandato. Nel 1819 venne dichiarato "formale monastero" e iniziò il suo servizio nella comunità, ricevendo grosse somme dall'imperatore e dalle famiglie, impiegate in vari lavori di sistemazione degli spazi.

### Età contemporanea
Nel 1866, con l'istituzione del Regno d'Italia, l'ordine venne nuovamente soppresso e il convento chiuso per via della sua inagibilità. Dopo vicende alterne e l'iniziale piano di trasformazione in un manicomio, nel 1909 venne definitivamente chiuso e donato all'ospedale civile, all'epoca posto a palazzo Bembo, in pieno centro storico. Si iniziarono subito a fare dei lavori, come il padiglione sanatoriale per i tubercolotici.
Alcune mura dell'antico convento sopravvivono integre, tuttavia grandi parti vennero demolite per ampliare l'ospedale.

### L'apparato decorativo
Vista la semplicità che le monache di clausura cistercensi dovevano seguire, l'architettura e gli apparati decorativi rispecchiavano la scelta di vita utilizzando colori neutri e moduli fatti di figure geometriche simboliche piuttosto che rappresentazioni figurative che avrebbero distolto dalla preghiera.